# Giuseppe Paternò
Giuseppe Paternò di Spedalotto (Palermo, 27 aprile 1794 – Palermo, 30 marzo 1874) è stato un militare e politico italiano.

## Biografia
Giuseppe Paternò di Spedalotto, era discendente dell'antica famiglia (Paternò) di origine provenzale-catalana dell'XI secolo proveniente da Embrun, in Francia, e giunta in Sicilia al seguito dei re normanni. Il capostipite del ramo dei Spedalotto fu Onofrio Emanuele Paternò, Barone di Spedalotto.

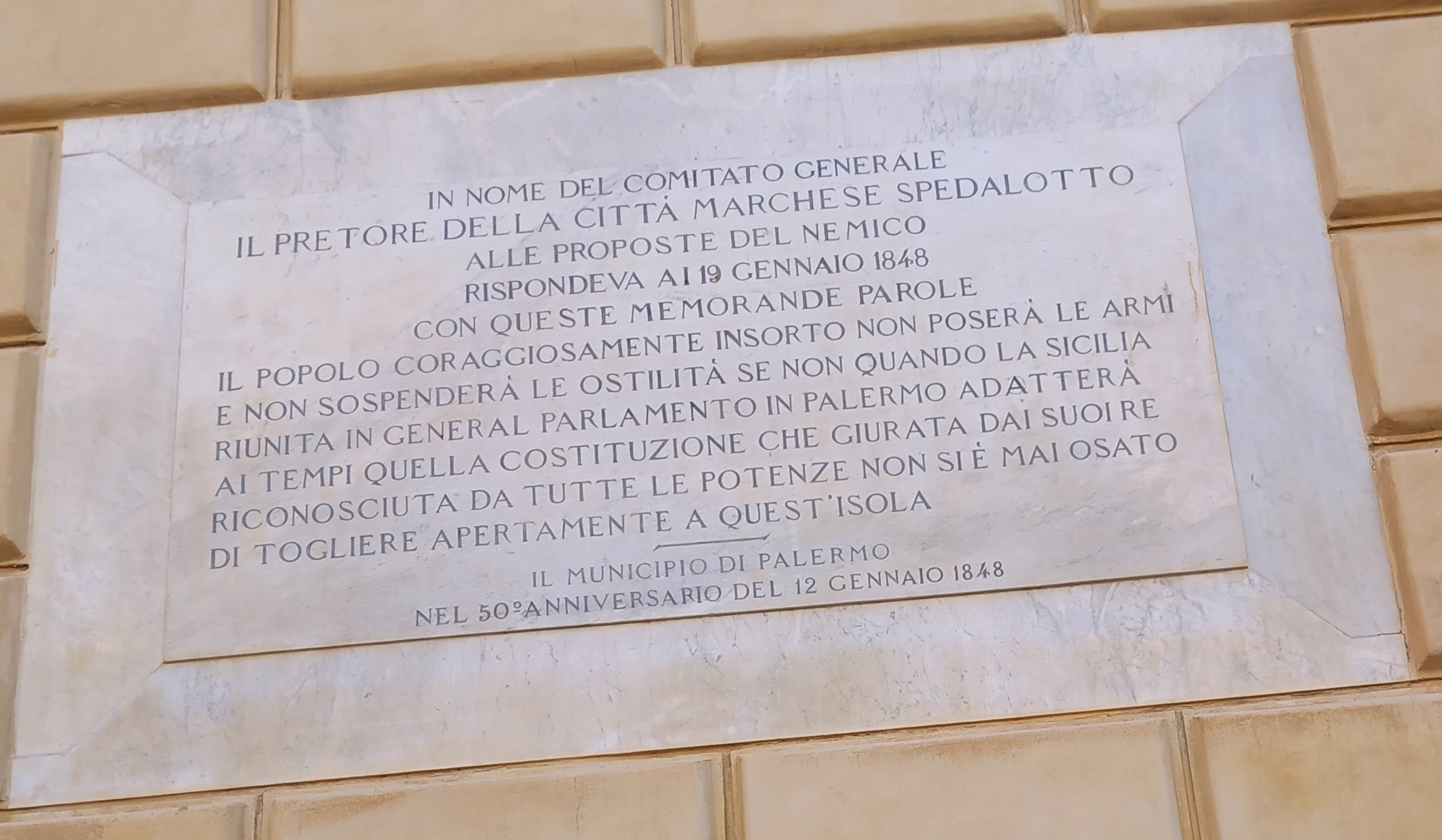
Targa in memoria del marchese di Spedalotto

Generale dell'esercito borbonico, partecipò alla rivoluzione siciliana del 1848  rivestendo l'incarico di ministro della Guerra e della Marina nel Governo siciliano di Ruggero Settimo. Contemporaneamente suo fratello, il marchese di Spedalotto, era pretore di Palermo.
Nel 1860 partecipò attivamente alla campagna meridionale di Giuseppe Garibaldi:  il 2 luglio, con decreto dittatoriale n° 79 fu nominato tenente generale e comandante la XVIª Divisione dell'esercito meridionale, mentre il 30 agosto ricoprì l'incarico di segretario di Stato della Guerra del governo dittatoriale.
Fu nominato senatore del Regno nel novembre 1862, dopo l'Unità d'Italia da Vittorio Emanuele II.